# Fulton (okręt)
„Fulton” – nazwa noszona na przestrzeni dziejów przez kilka okrętów Marine nationale:
- „Fulton” – awizo typu Sphinx z lat 30. XIX wieku[1][2]
- „Fulton” – awizo typu Inconstant z lat 80. XIX wieku[3][4]
- „Fulton” (Q110) – okręt podwodny typu Joessel z okresu międzywojennego[5][6]